# Антилопа нилгау
Антилопата нилгау (Boselaphus tragocamelus) е вид едър бозайник от семейство Кухороги (Bovidae). Видът е разпространен в Индия, Пакистан и Непал и с дължина 1,8-2 m и маса 120-240 kg са най-едрите антилопи в Азия.